# Rabac
Rabac est une localité de Croatie située dans la municipalité de Labin, dans le comitat d'Istrie et dans la Baie de Kvarner. En 2001, Rabac comptait 1 472 habitants.
Le Féstival de Rabac, un festival de musique électronique, a lieu dans la ville tous les ans.

## Démographie
| 1948 | 1953 | 1961 | 1971 | 1981  | 1991  | 2001  |
| ---- | ---- | ---- | ---- | ----- | ----- | ----- |
| 346  | 290  | 478  | 737  | 1 046 | 1 373 | 1 472 |